# 부여 군수리 석조여래좌상
부여 군수리 석조여래좌상(扶餘 軍守里 石造如來坐像)은 충청남도 부여군 군수리의 폐사지에서 발견된, 백제의 석조 여래 좌상이다. 1963년 1월 21일 대한민국의 보물 제329호로 지정되었다.

## 개요
부여 군수리 석조여래좌상(扶餘 軍守里 石造如來坐像)는 1936년에 충청남도 부여 군수리의 백제 절터를 조사할 때 발견된 불상으로, 곱돌로 만들었으며 4각형의 높은 대좌 위에 앉아 있는 백제 특유의 불상이다.
민머리 위에는 상투 모양의 작은 머리(육계)가 솟아 있다. 네모난 얼굴은 두 볼에 웃음이 가득하고, 지그시 감은 눈·넓은 코·미소띤 입 등에서 부드럽고 온화한 분위기를 물씬 풍긴다. 양 어깨에 걸쳐 입은 옷은 두꺼워 신체의 윤곽이 거의 드러나지 않으며, 어깨에서 무릎 위까지 길게 흘러내린 옷자락은 4각형의 대좌(臺座)를 거의 덮고 있다. 이 옷자락의 표현은 부드러우면서도 탄력적이어서 사실성이 넘쳐난다. 가슴 부근에서는 U자형의 옷주름을 표현하였고, 무릎 밑으로 흘러내린 옷자락은 좌우대칭의 Ω형 주름을 나타내고 있다. 
두터운 옷자락에 싸여 몸의 윤곽이 드러나지 않는 점, 좁아진 어깨, 두 손을 배 앞에서 모아 깍지를 낀 단아한 손모양 등에서 옛 수법을 잘 간직하고 있는 작품이다. 
이 불상은 형식과 자세로 보아 4, 5세기 중국 불상의 영향을 많이 받고 있으나 얼굴 모습이나 신체의 표현 등 세부모습에서 백제화된 양식을 보여주고 있으며 완숙한 6세기 중엽 백제불상의 특징을 갖고 있다.